# Wilhelm Emil Fein
Wilhelm Emil Fein (16. ledna 1842 Ludwigsburg – 6. října 1898 Stuttgart) byl německý podnikatel a konstruktér; mimo jiné vyrobil první ruční elektrickou vrtačku na světě.

## Život
Wilhelm Emil Fein se narodil v Ludwigsburgu v rodině učitele. základy vzdělání zaměřeného na mechaniku a strojírenství získal ve stuttgartské dílně C. Geigera. Poté pobýval nějaký čas v Karlsruhe a Göttingenu a nakonec přišel do Berlína k firmě Siemens & Halske.
V Londýně svá učednická léta zakončil u Charlese Wheatstonea. Wilhelm Eisenlohr, profesor Polytechniky v Karlsruhe, mu doporučil založení vlastní firmy. V roce 1867 založil se svým bratrem Carlem v Karlsruhe dílnu s názvem C. & E. FEIN pro výrobu různých elektrických přístrojů. Firma se o tři roky později přestěhovala do Stuttgartu. V roce 1895 zde Wilhelm vyvinul a postavil první ruční elektrickou vrtačku. Od roku 1875 vyvíjel a v roce 1878 i instaloval první elektrický požární hlásič v Norimberku, o rok později i ve Stuttgartu. Telefon využívající magnet ve tvaru podkovy si nechal v roce 1879 patentovat.
Po roce 1880 se věnoval zlepšování svých přístrojů poháněných elektřinou vyráběnou dynamem, a v roce 1885 vyvinul první přenosný telefonní přístroj pro armádu. O tři roky později vydal i svou knihu Elektrische Apparate, Maschinen und Einrichtungen. Dva roky nato mu byla propůjčena württemberská státní medaile. Firma Fein vzkvétala, v roce 1883 vyrobila svůj stý přístroj, za devět let už jich měla „na kontě“ tisíc.
V roce 1895 zkonstruoval první ruční elektrickou vrtačku na světě, jeho syn Emil vyrobil o dva roky později i první stolní elektrickou vrtačku.
Wilhelm Emil Fein zemřel 6. října 1898 ve Stuttgartu. Jeho firmu převzal syn Emil.